# Coprinellus pyrrhanthes
Coprinellus pyrrhanthes es una especie de hongo en la familia Psathyrellaceae. Fue descrito por primera vez en 1951 como Coprinus pyrrhanthes por el micólogo Henri Romagnesi, posteriormente fue transferido al género Coprinellus en 2001.